# Polnische Vereinigte Arbeiterpartei
Die Polnische Vereinigte Arbeiterpartei (polnisch: Polska Zjednoczona Partia Robotnicza, kurz: PZPR) war eine von 1948 bis 1990 bestehende Partei in der Volksrepublik Polen, die eine marxistisch-leninistische Ausrichtung vertrat. Die Partei war 1948 aus der Vereinigung von Kommunisten (Polska Partia Robotnicza) und Sozialisten (Polska Partia Socjalistyczna) hervorgegangen, die unter sowjetischer Ägide betrieben worden war. Im Sinne des sogenannten demokratischen Zentralismus verfügte die PZPR über ein faktisches Machtmonopol und stellte sämtliche diktatorisch regierende Staats- und Regierungschefs. Obgleich Blockparteien wie die ZSL bestanden, war die PZPR die längste Zeit ihres Bestehens die führende politische Kraft im Land, büßte während des Kriegsrechtszustands in Polen 1981–1983 jedoch ihre Bedeutung ein, zum einen durch eine Austrittswelle, zum anderen durch eine autokratische Machtkonzentration in den Händen General Wojciech Jaruzelskis. Im Zuge der postkommunistischen Systemtransformation folgten ihr Parteien wie Sojusz Lewicy Demokratycznej (Bund der demokratischen Linken) nach.

## Geschichte
Die Polnische Vereinigte Arbeiterpartei wurde auf einem Vereinigungsparteitag der Polnischen Arbeiterpartei (Polska Partia Robotnicza, PPR) und der Polnischen Sozialistischen Partei (Polska Partia Socjalistyczna, PPS) vom 15. bis 21. Dezember 1948 im Hauptgebäude der Technischen Universität Warschau gegründet. Die PPR stellte dabei rund zwei Drittel der Gründungsmitglieder, die zuvor durch Flügelkämpfe und Angriffe durch die Staatsmacht geschwächte PPS rund ein Drittel. Die Führungsgremien wurden aber paritätisch besetzt. Programmatisch richtete sich die Partei trotz des sozialdemokratischen Ursprungs der PPS klar auf den Marxismus-Leninismus sowjetischer Prägung aus. Der Personenkult um Stalin, die an das Militär erinnernde Binnenstruktur und zahlreiche Elemente des Zermoniells wurden dem Vorbild der KPdSU nachempfunden.
Zunächst wurde die Partei durch Bolesław Bierut geführt, bevor dieser 1956 in Moskau während des XX. Parteitags der KPdSU verstarb. Unter Bierut wurde die neu geschaffene Partei als auch die von ihr regierte Volksrepublik Polen in enger Anlehnung an die Sowjetunion aufgebaut. Große wirtschaftliche Probleme beim Wiederaufbau des kriegs- und besatzungszerstörten Landes sowie auch die geringe Stärke bereits vor 1948 aktiver kommunistischer Kader führten dazu, dass sich im ZK als auch andernorts in der Partei Strömungen bildeten, die eine weniger enge Anbindung an die Sowjetunion wünschten. Diese wurden von Bierut jedoch erfolgreich bekämpft und konnten erst nach dem Abtritt seines kurzlebigen Nachfolgers, Edward Ochab, in Folge des Posener Aufstands von 1956 ihren Einfluss innerhalb der Partei steigern.
Mit dem erneuten Machtantritt Władysław Gomułkas im Herbst 1956 wurde die enge Bindung an das sowjetische Vorbild gelockert und ein „polnischer Weg“ zum Sozialismus proklamiert. Im Rahmen dieser Politik wurde u. a. die angefangene Kollektivierung der Landwirtschaft abgebrochen, Lockerungen im kulturellen Bereich ermöglicht und die Tätigkeit des unter Bierut um sich greifenden Staatssicherheitsapparates etwas beschränkt.
Vor allem aufgrund der ökonomischen Stagnation und dem daraus resultierenden Aufstand vom Dezember 1970 in Polen wurde Gomułka 1970 durch Edward Gierek ersetzt. Seine Zeit als Erster Sekretär des ZK der PVAP war vor allem durch den Versuch einer beschleunigten Modernisierung der polnischen Wirtschaft und die Verbesserung der Kontakte zu den westlichen Ländern geprägt. Nach der misslungenen Rückzahlung der zahlreichen Auslandskredite und der Überschuldung des Landes bei gleichzeitig weiter sinkendem Lebensstandard kam es jedoch bereits seit Mitte der 1970er Jahre zu erneuten Protesten, die 1976 und 1980 kulminierten.
1980 wurde Gierek kurzzeitig durch Stanisław Kania ersetzt, der jedoch die aufgebrachte Stimmung im Lande und das Anwachsen des Einflusses der Solidarność nicht eindämmen konnte. Auf ihn folgte 1981 Wojciech Jaruzelski, der im selben Jahr das Kriegsrecht ausrief und damit die Solidarność-Bewegung eindämmen konnte, jedoch bis Ende der 1980er Jahre trotz verschiedener Ansätze keine Besserung der wirtschaftlichen Lage erreichen konnte.
Unter Mieczysław Rakowski (1989 bis 1990) schlug die Partei schließlich den Weg der Kooperation mit der politischen Opposition ein und besiegelte somit das allmähliche Ende ihrer Herrschaft. Ab Januar 1990 wurden in ganz Polen Gebäude der Partei besetzt um so den Diebstahl des Vermögens und die Vernichtung der Archivbestände zu verhindern. Am 29. Januar 1990 fand der XI. Parteitag der PZPR statt, auf dem die Umwandlung der Partei vorangebracht werden sollte. Letztlich kam es zu ihrer Selbstauflösung.
Aus der Mitgliedschaft der PVAP gab es Initiativen zur Gründung von zwei neuen, sozialdemokratisch orientierten Parteien. Einerseits entstand die Sozialdemokratie der Polnischen Republik (Socjaldemokracja Rzeczypospolitej Polskiej, SdRP), deren Hauptinitiatoren Leszek Miller und Mieczysław Rakowski waren und die später in der SLD aufgehen sollte sowie von 1993 bis 1997 als auch von 2001 bis 2005 an der Regierung beteiligt war. Andererseits entstand die Sozialdemokratische Union der Republik Polen (Unia Socjaldemokratyczna Rzeczypospolitej Polskiej, USdRP) die 1992 in der Partei Arbeitsunion (Unia Pracy) aufgehen sollte, die von 2001 bis 2005 ebenfalls an der Regierung beteiligt war.
Die SdRP sollte unter anderem alle Rechte und Pflichten der PZPR übernehmen und in der Abwicklung des Eigentums der ehemaligen PZPR behilflich sein. Diese verfügte Ende der 1980er Jahre über beträchtliche Einnahmen, vor allem durch ihren Immobilienbesitz, sowie aus dem Unternehmen „Prasa-Książka-Ruch“ (Presse-Buch-Bewegung), welchem wiederum besondere Steuervergünstigungen zuteilwurden. Zu dieser Zeit machten die Mitgliedsbeiträge lediglich 30 % der Gesamteinnahmen der PZPR aus.
Gegen Ende des Jahres 1990 fand im Sejm eine intensive Debatte über die Art und Weise der Übernahme des Vermögens der ehemaligen PZPR statt. Dieses bestand u. a. aus 3000 Immobilien, von denen ca. die Hälfte ohne jegliche Rechtsgrundlage genutzt wurde. Die Befürworter der Übernahme des Vermögens der PZPR argumentierten, dass dieses durch Raub und Zahlungen aus dem Staatshaushalt entstanden war, und daher von der Gesellschaft als Ganzes erarbeitet worden sei. Die Gegner aus der SdRP waren der Meinung, das Vermögen sei durch Mitgliedsbeiträge entstanden und verlangten, die SdRP, die zu dieser Zeit das Vermögen verwaltete, solle vermögensrechtlich die Rechtsnachfolge der PZPR antreten. Dabei unterlagen das bewegliche Eigentum und die Konten der ehemaligen PZPR nicht der Kontrolle durch den Sejm.
Am 9. November 1990 verabschiedete der Sejm das „Gesetz über die Übernahme des Vermögens der ehemaligen PZPR“. Dieses sollte letztlich zur Übernahme des Immobilienvermögens der PZPR durch den Staat führen. Ein Teil der Immobilien wurde bis zum Jahr 1992 übernommen, größtenteils zugunsten von Kommunalen Gebietskörperschaften. Um den Rest hielten gerichtliche Auseinandersetzungen noch bis ins Jahr 2000 an. Das bewegliche Eigentum und Geldvermögen der PZPR sind praktisch verschwunden. Laut der Angaben von Abgeordneten der SdRP wurden ca. 90–95 % der Parteivermögens für die Auszahlung von Abfindungen an hauptamtliche Mitarbeiter sowie für soziale Zwecke verwendet.

## Ziele und Aufbau
Laut der 1976 geänderten Verfassung der VR Polen von 1952 war die PVAP die „[...] leitende politische Kraft der Gesellschaft beim Aufbau des Sozialismus [...]“. Bis zu ihrer Auflösung im Jahr 1990 war sie tatsächlich die alle gesellschaftlichen Bereiche – außer der katholischen Kirche – bestimmende politische Kraft der Volksrepublik Polen, die das Ziel einer sozialistischen Entwicklung mit dem Fernziel des Kommunismus hatte.
Bis zum Jahr 1989 war die PZPR eine quasi mit absoluter Macht ausgestattete Staatspartei, welche im Bund mit „befreundeten Parteien und Organisationen“ die Gesellschaft kontrollierte und vor allem die Sicherheits-, die Außen- und die Wirtschaftspolitik des Landes steuerte. Die Partei war nach dem Prinzip des „Demokratischen Zentralismus“ organisiert, wonach die Entscheidungsfindung, die Leitung der Partei als auch die Besetzung der führenden Posten innerhalb der Partei demokratisch erfolgen sollte. In der Praxis spielten das ZK (Komitet Centralny, KC), dessen Politbüro (Biuro Polityczne) und Sekretariat, die entscheidende Rolle. Die Partei selbst als auch ihre Organe unterstanden zudem einer genauen Beobachtung durch die Sowjetunion. Diese schalteten sich bei wichtigen politischen und personellen Entscheidungen auch ein (mal direkt, mal indirekt), obwohl diese eigentlich ausschließlich Sache der Parteitage (Zjazd) gewesen wären, welche in etwa alle fünf bis sechs Jahre stattfanden. In den Zeiten zwischen den Parteitagen fanden die Versammlungen der Parteiorganisationen auf Ebene der Woiwodschaften, Powiats (Kreise), Gemeinden und Betriebe statt.
Die kleinste Organisationszelle stellte die sogenannte Basisparteiorganisation (Podstawowa Organizacja Partyjna, POP) dar, welche in Betrieben, Hochschulen, Kultureinrichtungen usw. tätig war. Die wichtigste Rolle übernahmen in der PZPR die Berufspolitiker, das sog. „Parteiaktiv“ (aktyw partyjny). Dieser Bestand aus Personen, die für die Leitung von staatlichen Institutionen, gesellschaftlichen Organisationen, Gewerkschaften etc. geschult wurden. Auf dem Höhepunkt ihrer organisatorischen Entwicklung Ende der 1970er Jahre betrug die Mitgliederzahl über 3,5 Millionen. Danach verlor die Partei etwa 700.000 Mitglieder, nach Ausrufung des Kriegsrechtszustands 1981 weitere Hunderttausende. Politbüro des ZK, das Sekretariat sowie die Woiwodschaftskomitees entschieden über die Vergabe von Schlüsselpositionen innerhalb der Partei, aber auch in jeglichen Einrichtungen, welche die Bezeichnung „staatlich“ im Namen führten – angefangen bei Zentralbehörden, bis hin selbst zu kleinen staatlichen Unternehmen und Genossenschaften. In einigen Bereichen wurden Posten jedoch auch an mit der PVAP verbündete Parteien, also der Vereinigten Bauernpartei (Zjednoczone Stronnictwo Ludowe, ZSL) (vor allem im Bereich der Landwirtschaft) sowie der Demokratischen Partei (Stronnictwo Demokratyczne, SD) (vor allem im Bereich des Handwerks, des Kleinunternehmertums und bei einigen Genossenschaften) vergeben.

## Parteiorganisation

### Politische Führung der Partei
| Name                | Amtszeit                                | Bezeichnung                      |
| ------------------- | --------------------------------------- | -------------------------------- |
| Bolesław Bierut     | 22. Dezember 1948 bis 17. März 1954     | Vorsitzender des Zentralkomitees |
| Bolesław Bierut     | 17. März 1954 bis 12. März 1956         | Erster Sekretär des ZK           |
| Edward Ochab        | 12. März 1956 bis 21. Oktober 1956      | Erster Sekretär des ZK           |
| Władysław Gomułka   | 21. Oktober 1956 bis 20. Dezember 1970  | Erster Sekretär des ZK           |
| Edward Gierek       | 20. Dezember 1970 bis 6. September 1980 | Erster Sekretär des ZK           |
| Stanisław Kania     | 6. September 1980 bis 18. Oktober 1981  | Erster Sekretär des ZK           |
| Wojciech Jaruzelski | 18. Oktober 1981 bis 29. Juli 1989      | Erster Sekretär des ZK           |
| Mieczysław Rakowski | 29. Juli 1989 bis 29. Januar 1990       | Erster Sekretär des ZK           |

### Parteitage
| Parteitag | Datum                 | Bemerkungen                 |
| --------- | --------------------- | --------------------------- |
| I.        | 15.–22. Dezember 1948 | Gründungsparteitag          |
| II.       | 10.–17. März 1954     |                             |
| III.      | 10.–19. März 1959     |                             |
| IV.       | 15.–20. Juni 1964     |                             |
| V.        | 11.–16. November 1968 |                             |
| VI.       | 6.–11. Dezember 1971  |                             |
| VII.      | 8.–12. Dezember 1975  |                             |
| VIII.     | 11.–15. Februar 1980  |                             |
| IX.       | 14.–20. Juli 1981     | außerordentlicher Parteitag |
| X.        | 29. Juni–3. Juli 1986 |                             |
| XI.       | 27.–30. Januar 1990   | Auflösungsparteitag         |

## Bekannte Mitglieder
- Edward Babiuch
- Zbigniew Blechman
- Jakub Berman
- Józef Cyrankiewicz
- Włodzimierz Cimoszewicz
- Piotr Jaroszewicz
- Aleksander Kwaśniewski
- Zbigniew Messner
- Hilary Minc
- Mieczysław Moczar
- Edward Osóbka-Morawski
- Józef Oleksy
- Józef Pińkowski
- Adam Rapacki
- Michał Rola-Żymierski
- Marian Spychalski
- Jerzy Szmajdziński
- Aleksander Zawadzki

## Sitz des Zentralkomitees

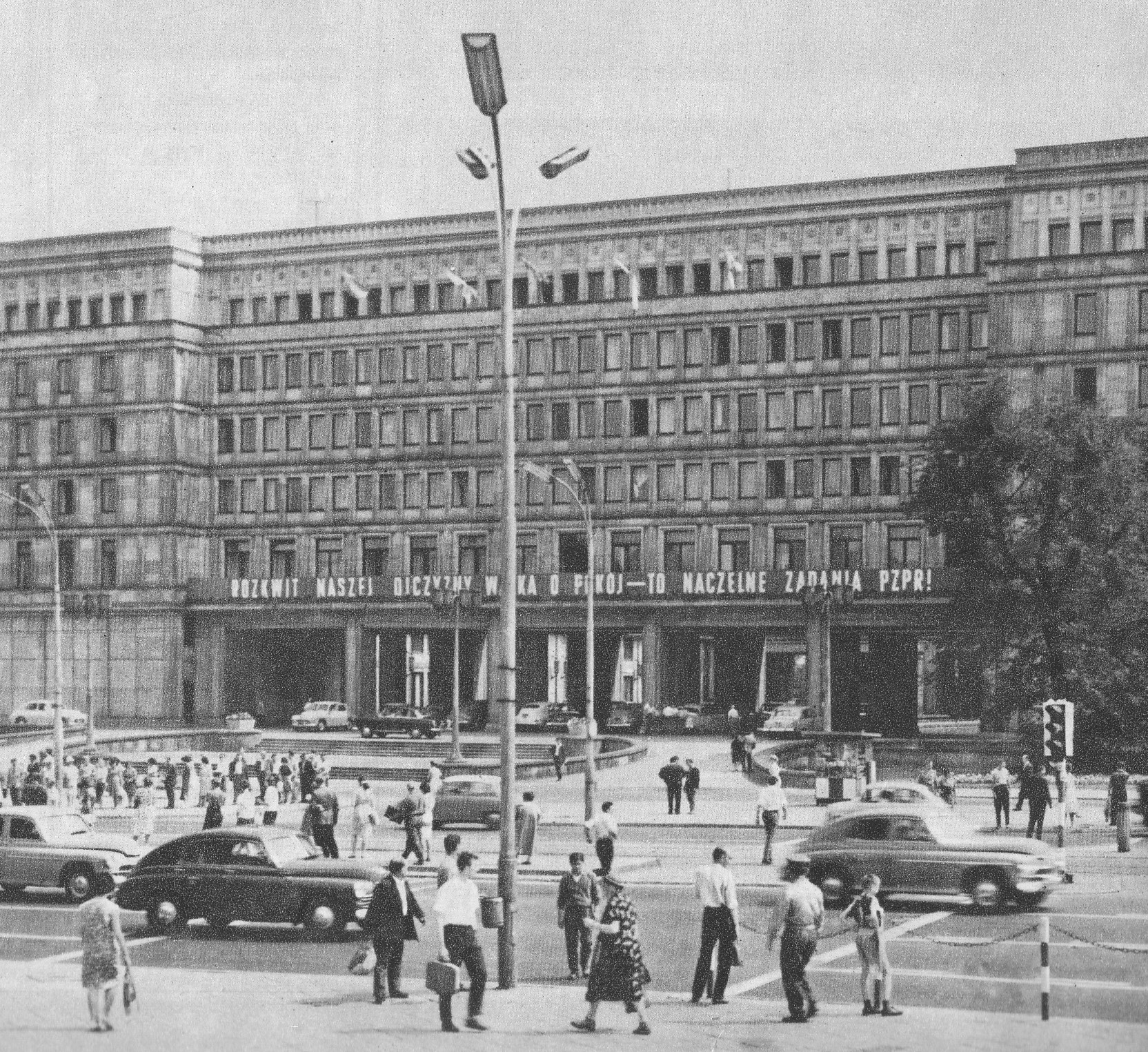
Das Gebäude des ZK der PZPR in Warschau in den 1960er Jahren

Der Sitz des ZK der PZPR war von 1952 bis 1990 das Haus der Partei (poln. Dom Partii), umgangssprachlich Weißes Haus (poln. Biały Dom) genannt. Das Gebäude war im Stadtzentrum von Warschau nach einem 1947 ausgeschriebenen Architektenwettbewerb aus obligatorischen Beiträgen des ganzen Volkes errichtet worden. Seit 1991 befindet sich im Gebäude das Warschauer Bank- und Finanzzentrum. In den Jahren 1918 bis 1931 stand an dieser Stelle das Gebäude des Verkehrsministeriums und davor, von 1831 bis 1918, des Rechnungshofs.